# 徐玮
徐玮（1903年—1928年5月3日），原名宝兴，乳名九如，曾用名谢公韬、秦明、谢公锼、胡公达等。江苏海门人，中国共产党早期人物。

## 生平
1914年，徐玮入海门县立高小。1916年，入海门中学。1919年五四运动后，因揭露校方办学劣迹被开除。1920年春，徐玮转学东吴大学预科，后直读东吴大学，因主张无神论被开除。1922年进入上海南方大学。1923年，加入社会主义青年团，次年转为中国共产党党员。1924年，转读上海国民大学，任校团支部书记。参与创办小沙渡工人补习学校和沪西工友俱乐部，并被选为俱乐部干事。1925年，参加沪西日商纱厂工人二月大罢工和五卅运动。同年8月至11月，徐玮担任中国共产主义青年团小沙渡支部联合干事会书记。11月起，任中国共产主义青年团小沙渡部委员会书记。
1926年，上海国民大学毕业后，同年4月至1927年6月，徐玮任中国共产主义青年团江浙区执行委员会委员。1927年1月至3月，任青年团小沙渡部委员会书记。领导青年工人运动。2月23日，中共中央和中共上海区执委的领导人举行联席会议，决定停止当天的上海工人武装起义，由上海总工会发布复工命令；并决定由中共中央、中央军委和上海区执委的领导人组织特别委员会、特别军事委员会和特别宣传委员会，处理上海工人第二次武装起义的善后工作和准备组织第三次武装起义。1927年2月，任特别宣传委员会成员、上海学生运动委员会委员。3月参与领导上海第三次工人武装起义，当选起义后成立的上海特别市临时市民代表大会执行委员、上海特别市临时政府委员，分管宣传工作。1927年4月至6月，徐玮任共青团江浙区委书记。四一二政变后，赴武汉参加中国共产党第五次全国代表大会，但代表资格尚未完全确定。
1927年5月中旬，徐玮出席共青团第四次全国代表大会，并被推为大会主席团成员。5月，任共青团中央执行委员会委员或候补委员，8月至12月，任共青团中央执行委员会委员。同年8月后，被团中央派到浙江主持团省委的工作，徐玮任共青团浙江省委负责人、中共浙江省委常委，1927年11月，因共青团浙江省委机关遭敌破坏而被捕。1928年5月3日，徐玮被处决于浙江陆军监狱，后被中共追认为“革命烈士”。